# Hakimullah Mehsud
Hakimullah (Hakim Ullah, Hakeemullah) Mehsud (tiếng Pasto/Urdu: حکیم‌الله محسود; tên khai sinh Jamshed Mehsud Pasto/Urdu: جمشی محسود  và còn được biết đến là Zulfiqar Mehsud Pasto/Urdu: ذو الفقار محسود  sinh 1979) là lãnh tụ nhóm Tehrik-i-Taliban Pakistan (TTP). Ông là phụ tá của chỉ huy Baitullah Mehsud và một trong những nhà lãnh đạo của nhóm dân quân Fedayeen al-Islam trước khi Mehsud thiệt mạng trong một cuộc oanh tạc do tên lửa từ phi cơ không người lái của CIA. Ông từng là chỉ huy nhóm TTP tại Khyber, Kurram và Orakzail của Pakistan. Ông được miêu tả là gần tuổi 30 và một người anh em họ của Qari Hussain. Ông được biết đến với tư cách là một chỉ huy trẻ và năng nổ, người trước đó từng là một tài xế và rất thân cận với Baitullah Mehsud. Các tin tức cho rằng ông có thể đã bị tử thương ngày 14 tháng 1 năm 2010 do một cuộc tấn công từ phi cơ không người lái của Hoa Kỳ, nhưng một đoạn video của TTP ra mắt ngày 3 tháng 5 chứng minh rằng ông sống qua cuộc tấn công.